# Achete, Azoia de Baixo e Póvoa de Santarém
Achete, Azoia de Baixo e Póvoa de Santarém (oficialmente: União das Freguesias de Achete, Azoia de Baixo e Póvoa de Santarém) é uma freguesia portuguesa do município de Santarém, com 44,26 km² de área e 2744 habitantes (censo de 2021). A sua densidade populacional é 62 hab./km².

## História
Foi criada aquando da reorganização administrativa de 2012/2013,  resultando da agregação das antigas freguesias de Achete, Azoia de Baixo e Póvoa de Santarém.

## Demografia
A população registada nos censos foi:
| Distribuição da População por Grupos Etários | Distribuição da População por Grupos Etários | Distribuição da População por Grupos Etários | Distribuição da População por Grupos Etários | Distribuição da População por Grupos Etários | Distribuição da População por Grupos Etários |
| -------------------------------------------- | -------------------------------------------- | -------------------------------------------- | -------------------------------------------- | -------------------------------------------- | -------------------------------------------- |
| Antes da agregação                           |                                              |                                              |                                              |                                              |                                              |
| Ano                                          | 0-14 anos                                    | 15-24 anos                                   | 25-64 anos                                   | >= 65 anos                                   | Total                                        |
| 2001                                         | 328                                          | 332                                          | 1376                                         | 778                                          | 2814                                         |
| 2011                                         | 428                                          | 228                                          | 1452                                         | 815                                          | 2923                                         |
| Após a agregação                             |                                              |                                              |                                              |                                              |                                              |
| Ano                                          | 0-14 anos                                    | 15-24 anos                                   | 25-64 anos                                   | >= 65 anos                                   | Total                                        |
| 2021                                         | 316                                          | 294                                          | 1308                                         | 826                                          | 2744                                         |